# 敬虔
敬虔（けいけん、希: ὁσιότης , εὐσέβεια、羅: pietas、英: piety）とは、古代ギリシア以来の西洋の徳目の1つであり、親や神々に対する忠誠心、崇敬心、孝心を意味する。
キリスト教で敬虔というと、信心を意味するプロテスタントの用語である。

## 歴史

### 古代ギリシャ
プラトンの対話篇では、『エウテュプロン』でこの概念が主題的に扱われる他、『プロタゴラス』や『ゴルギアス』でも、四元徳（知慮・正義・節制・勇気）と並んで言及される。